# Perjeformák
A perjeformák (Pooideae) a perjevirágúak (Poales) rendjébe tartozó perjefélék (Poaceae) családjának egy alcsaládja. Legtöbbjük mérsékelt égövi, C3 fotoszintézisű növény. Virágzatuk buga vagy kalász. Füzérkéik egy- vagy sokvirágúak, rendszerint kétpelyvásak – a virágok hímnősek, ritkábban egyivarúak, a toklászok többerűek.
Ebbe az alcsaládba tartoznak a legismertebb gabonafélék:
- közönséges búza (Triticum aestivum),
- közönséges rozs (Secale cereale),
- négysoros árpa (takarmányárpa, Hordeum vulgare),
- kétsoros árpa (sörárpa, Hordeum distichon),
- abrakzab (Avena sativa),
- tritikálé (Triticale × rimpaui).

Hasonképp perjefélék rétjeink és legelőink legfontosabb pázsitfűfajai:
- a rozsnok (Bromus),
- a csenkesz (Festuca) és
- a perje (Poa)

nemzetségek tagjai.
Gyepjeink további, kiemelkedően jelentős fajai:
- csomós ebír (Dactylis glomerata),
- franciaperje (Arrhenatherum elatius),
- rezgőpázsit (Briza media),
- taréjos cincor (Cynosurus cristatus),
- angolperje (Lolium perenne),
- taréjos tarackbúza (Agropyron pectinatum),
- borjúpázsit (Anthoxanthum odoratum),
- pelyhes selyemperje (Holcus lanatus),
- aranyzab (Trisetum flavescens),
- pelyhes zabfű (Helictotrichon pubescens),
- karcsú fényperje (Koeleria cristata),
- mezei komócsin (Phleum pratense),
- réti ecsetpázsit (Alopecurus pratensis)

ugyancsak perjefélék.
Tipikus sztyeppnövényeink az árvalányhaj fajok (Stipa spp.). A kiszáradó láprétek uralkodó növénye a kékperje (Molinia coerulea aggr.). Főleg nyílt homokpusztagyepeken nő a vadrozs (Secale sylvestre). A vízi harmatkása (Glyceria maxima) és a pántlikafű (Phalaroides arundinacea) a mocsarakra, a gyepes sédbúza (Deschampsia caespitosa) és a fehér tippan (Agrostis stolonifera) a mocsárrétekre  jellemző. A közönséges mézpázsit (Puccinellia distans) és a hernyópázsit (Beckmannia eruciformis) leginkább a szikeseken található meg. Az egyvirágú gyöngyperje (Melica uniflora) az üde és mezofil lomberdők növénye, a siskanádtippan (Calamagrostis epigeios) pedig az erdők vágásterületein jelenik meg. A bajuszos kásafű (Piptatherum virescens) a száraz karsztbokorerdők növénye. A háromfogfű (Sieglingia decumbens) a szőrfűgyepek és savanyú talajú hegyi rétek jellemző növénye. Gyomnövény az egérárpa (Hordeum murinum), a kecskebúza (Aegilops cylindrica), a héla zab (Avena fatua), a kanáriköles (Phalaris canariensis), a nagy széltippan (Apera spica-venti) és a közönséges tarackbúza (Agropyron repens). Ez utóbbi gyöktörzse drog. A kőperje (Sclerochloa dura) a taposott társulások jellemző növénye. Az olasznád (Arundo donax) a déli országokban közkedvelt dísznövény, amit sövénynek, szélfogónak, homokkötésre, takarmányként, termesztett kapaszkodó növények támasztékául és horgászbot készítésére is ültetnek. A pampafű (Cortaderia) hazánkban is elterjedt dísznövény.

## Rendszertani felosztásuk
Az alcsaládot tizenöt nemzetségcsoportra osztjuk:
- Ampelodesmeae egy nemzetséggel:
  - Ampelodesmos
- Aveneae Dumort. 60 nemzetséggel:
  - tippan (Agrostis),
  - Aira,
  - Airopsis,
  - ecsetpázsit (Alopecurus),
  - Ammophila,
  - Amphibromus,
  - Aniselytron,
  - Anisopogon,
  - Anthoxanthum,
  - Antinoria,
  - széltippan (Apera),
  - Arrhenatherum,
  - Avellinia,
  - zab (Avena),
  - Beckmannia,
  - nádtippan (Calamagrostis),
  - Chaetopogon,
  - Cinna,
  - Cornucopiae,
  - Corynephorus,
  - Cyathopus,
  - Dichelachne,
  - Dielsiochloa,
  - Dissanthelium,
  - Duthiea,
  - Echinopogon,
  - Euthryptochloa,
  - Gastridium,
  - Gaudinia,
  - Graphephorum,
  - zabfű (Helictotrichon),
  - Hierochloe,
  - selyemperje (Holcus),
  - Hypseochloa,
  - fényperje (Koeleria),
  - Lagurus,
  - Limnas,
  - Limnodea,
  - Metcalfia,
  - Mibora,
  - Pentapogon,
  - Periballia,
  - Peyritschia,
  - Phalaris,
  - komócsin (Phleum),
  - kefefű (Polypogon),
  - Pseudodanthonia,
  - Relchela,
  - Rhizocephalus,
  - Rostraria,
  - Simplicia,
  - Sphenopholis,
  - Tovarochloa,
  - Triplachne,
  - Trisetaria,
  - Trisetum,
  - Vahlodea,
  - Ventenata,
  - Zingeria.
- Brachyelytreae egy nemzetséggel:
  - Brachyelytrum
- Brachypodieae egy nemzetséggel:
  - Brachypodium
- Bromeae Dumort. három nemzetséggel:
  - Boissiera,
  - rozsnok (Bromus),
  - Littledalea
- Brylkinieae egy nemzetséggel:
  - Brylkinia
- Diarrheneae egy nemzetséggel:
  - Diarrhena
- Hainardieae hat nemzetséggel:
  - Agropyropsis,
  - Hainardia,
  - Narduroides,
  - Parapholis,
  - Pholiurus,
  - Scribneria.
- Lygeeae J. Presl egy nemzetséggel:
  - eszparto (Lygeum Loefl. ex L.)
- Meliceae Endl. kilenc nemzetséggel:
  - Anthochloa,
  - harmatkása (Glyceria),
  - Lophochlaena,
  - Lycochloa,
  - gyöngyperje (Melica),
  - Pleuropogon,
  - Schizachne,
  - Streblochaete,
  - Triniochloa.
- Nardeae W.D.J. Koch egy nemzetséggel:
  - Nardus
- Phaenospermatideae egy nemzetséggel:
  - Phaenosperma
- Poeae R.Br. (in Flinders) 55 nemzetséggel:
  - Ammochloa,
  - Aphanelytrum,
  - Arctagrostis,
  - Arctophila,
  - Austrofestuca,
  - Bellardiochloa,
  - Briza,
  - Castellia,
  - Catabrosa,
  - Catapodium,
  - Coleanthus,
  - Colpodium,
  - Ctenopsis,
  - Cutandia,
  - cincor (Cynosurus),
  - ebír (Dactylis),
  - sédbúza (Deschampsia),
  - Desmazeria,
  - Dryopoa,
  - Dupontia,
  - Echinaria,
  - Eremopoa,
  - Erianthecium,
  - csenkesz (Festuca),
  - Festulolium,
  - Festucella,
  - Hookerochloa,
  - Lamarckia,
  - Libyella,
  - Lindbergella,
  - Loliolum,
  - Lolium,
  - Megalachne,
  - Microbriza,
  - Micropyropsis,
  - Micropyrum,
  - Nephelochloa,
  - Neuropoa,
  - Oreochloa,
  - Parafestuca,
  - Phippsia,
  - perje (Poa),
  - Podophorus,
  - Psilurus,
  - mézpázsit (Puccinellia),
  - Rhombolytrum,
  - Sclerochloa,
  - Scolochloa,
  - nyúlfarkfű (Sesleria)
  - Sphenopus,
  - Stephanachne,
  - Torreyochloa,
  - Tzvelevia,
  - Vulpia,
  - Vulpiella,
  - Wangenheimia.
- Stipeae 19 nemzetséggel:
  - Achnatherum,
  - Aciachne,
  - ×Achnella,
  - Anemanthele,
  - Austrostipa,
  - Celtica,
  - Hesperostipa,
  - Jarava,
  - Macrochloa,
  - Milium,
  - Nassella,
  - Ortachne,
  - Oryzopsis,
  - kásafű (Piptatherum),
  - Piptochaetium,
  - Psammochloa,
  - Ptilagrostis,
  - árvalányhaj (Stipa),
  - Trikeraia.
- Triticeae Dumort. 26 nemzetséggel:
  - Aegilops,
  - tarackbúza (Agropyron),
  - Amblyopyrum,
  - Australopyrum,
  - Crithopsis,
  - Dasypyrum,
  - Douglasdeweya,
  - ×Elyhordeum,
  - Elyleymus,
  - Elymus,
  - Elytrigia,
  - Eremopyrum,
  - Festucopsis,
  - Henrardia,
  - Heteranthelium,
  - Hordelymus,
  - árpa (Hordeum),
  - Leymus,
  - Pascopyrum,
  - Peridictyon,
  - Psathyrostachys,
  - Pseudoroegneria,
  - rozs (Secale),
  - Stenostachys,
  - Taeniatherum,
  - búza (Triticum).